# Cilicaeopsis ornata
Cilicaeopsis ornata is een pissebed uit de familie Sphaeromatidae. De wetenschappelijke naam van de soort is voor het eerst geldig gepubliceerd in 1902 door Whitelegge.